# 坎特威爾 (阿拉斯加州)
坎特威爾（英語：Cantwell）是位於美國阿拉斯加州迪納利自治市鎮的一個非建制地區和人口普查指定地區。根據2010年美國人口普查，該地人口為219人，而該地的面積約為304.70平方千米。

## 地理
坎特威爾的座標為63°23′17″N 148°54′01″W / 63.38806°N 148.90028°W，而該地的平均海拔高度為670米（即2190英尺）。